# Pampa bárbara
Pampa bárbara es una película argentina del género de drama filmada en blanco y negro codirigida por Lucas Demare y Hugo Fregonese sobre el guion de Homero Manzi y Ulises Petit de Murat que se estrenó el 9 de octubre de 1945 y que tuvo como protagonistas a Francisco Petrone y Luisa Vehil.
Fragmentos de este filme fueron incluidos en la película Aller simple (Tres historias del Río de la Plata) (1998).
En una encuesta de las 100 mejores películas del cine argentino llevada a cabo por el Museo del Cine Pablo Ducrós Hicken en el año 2000, la película alcanzó el puesto 24.

## Sinopsis
La película está ambientada en 1833 en el escenario de la lucha en la frontera entre pueblos originarios y blancos pero centrada en la vida de quienes vivían en los fortines y, en especial, de las mujeres, tanto las indígenas cautivas como las "fortineras" enviadas por el gobierno central para evitar deserciones.

## Críticas
Raúl Manrupe y María Alejandra Portela opinaron que la película “estaba narrada con excepcional acción y dramatismo. La vegetación, los cielos y los horizontes son los elementos que mandan visualmente dominando el destino de los personajes. Menos célebre que La Guerra Gaucha, y menos “histórica”, el paso de los años ha afectado menos su gran efecto emocional. Un título básico y lo mejor en su tema”.
La película tuvo una versión hollywoodense titulada Pampa salvaje en 1966, dirigida por Fregonese, protagonizada por actores de la talla de Robert Taylor y Rosenda Monteros.

## Reparto
- Francisco Petrone ... Comandante Hilario Castro
- Luisa Vehil ... Camila Montes
- Enrique Muiño … Narrador
- María Esther Gamas ... Dominga
- Roberto Fugazot
- María Concepción César ... Lulú Gonzalez
- Pablo Cumo
- Tito Alonso ... Chango
- René Mugica
- Domingo Sapelli
- Froilán Varela
- Judith Sulian
- Margarita Corona
- Juan Bono
- Luis Otero ... Artemio
- Jorge Molina Salas
- Orestes Soriani
- Aurelia Ferrer